# I Lupi (rugby)
I Lupi, formalmente Lupi Rugby Club, furono una selezione di rugby a 15 ad inviti dell'Italia centro-meridionale ed insulare, nata a Roma il 23 maggio 1977 e tenuta a battesimo da Italo Lo Cascio, l'allora presidente della Rugby Roma.
Basato a Roma, il club disputò il suo primo incontro il 23 dicembre 1978 a L'Aquila contro il club di Montchanin e l'ultimo in data 11 giugno 1997: la prestigiosa vittoria per 37-5 contro la selezione ad inviti dello storico Barbarian Football Club, ottenuta al Flaminio di Roma sotto la guida tecnica di Massimo Mascioletti e Andrea Angrisani. In vent'anni di vita la selezione ottenne complessivamente 17 vittorie su 23 partite disputate.
Negli anni novanta le formazioni giovanili dei Lupi disputarono alcuni incontri con altrettante rappresentative di pari categoria; emblematiche le vittorie di Roma contro il Galles Under-19 per 20-15 in data 23 luglio 1993 e contro la Nuova Zelanda Under-21 per 24-20 il 6 novembre 1996.
Le maglie e i pantaloncini erano di colore bianco, colore rappresentativo del club, ed i calzettoni talora verdi. Il simbolo della squadra era la testa nera di una lupa, ornata alla base da cinque stelle colorate (da destra verso sinistra: una nera, una verde, una rossa, una blu e una gialla). Il motto del club era la frase latina: “Ex ungue lupum” (in italiano: "il lupo [si riconosce] dall'artiglio", variante della locuzione latina "Ex ungue leonem"), talora posizionata in grassetto sulla testa della lupa.
Lo scopo dell'associazione sportiva, senza fini di lucro, era quello di svolgere un'azione promozionale efficace per riunire le forze rugbistiche dell'Italia centro-meridionale a vantaggio della causa del rugby.

## Incontri disputati
| Data              | Luogo             | Avversario             | Risultato | Impianto                      |
| ----------------- | ----------------- | ---------------------- | --------- | ----------------------------- |
| 23 dicembre 1978  | L'Aquila          | Montchanin             | 24-4      | Stadio Tommaso Fattori        |
| 19 aprile 1979    | Frascati          | Police de France       | 16-4      |                               |
| 16 maggio 1980    | Marino            | Police de Paris        | 27-11     |                               |
| 18 aprile 1981    | L'Aquila          | Eastern Counties RU    | 17-10     | Stadio Tommaso Fattori        |
| 28 febbraio 1982  | Roma              | Zebre                  | 20-6      | Stadio Flaminio               |
| 14 maggio 1983    | L'Aquila          | British Police         | 35-6      | Stadio Tommaso Fattori        |
| 23 dicembre 1983  | Roma              | Steaua                 | 21-18     | Stadio Flaminio               |
| 2 giugno 1984     | Roma              | Nelson RFC             | 72-0      | Stadio Flaminio               |
| 8 settembre 1984  | Viterbo           | Farul Costanza         | 19-12     |                               |
| 1º maggio 1985    | Venezia           | Bataillon de Joinville | 20-18     |                               |
| 26 maggio 1985    | San Donà di Piave | Germania Ovest         | 27-12     |                               |
| 17 maggio 1986    | Roma              | Cork Constitution      | 10-12     |                               |
| 28 novembre 1986  | Bracciano         | PN Old Boys Marist RC  | 24-14     |                               |
| 29 settembre 1987 | Roma              | Univ. di Oxford        | 36-18     |                               |
| 4 giugno 1988     | Roma              | Anti-Assassins RUFC    | 10-30     | Centro sportivo Giulio Onesti |
| 4 maggio 1990     | Roma              | Warwickshire RFU       | 55-22     |                               |
| 18 giugno 1992    | Arezzo            | Comité du Languedoc    | 14-16     |                               |
| 3 ottobre 1992    | Roma              | Italia XV              | 19-41     | Stadio Flaminio               |
| 4 settembre 1994  | Segni             | Italia XV              | 19-64     | Stadio Maurizio Paparozzi     |
| 11 novembre 1995  | Roma              | North-Eastern Cape     | 37-14     | Stadio Flaminio               |
| 12 maggio 1996    | Rieti             | England North          | 40-17     |                               |
| 11 giugno 1997    | Roma              | Barbarians             | 37-5      | Stadio Flaminio               |

### Il match con i Barbarians
| Arbitro: | Salvatore De Falco |

| |              | |
| Caione 17’, 21’ Castellani 26’ Saviozzi 30’ Raineri 48’ | mt           | 5’ Mannix |
| Taddio 21’, 26’, 30’ | tr           | |
| Taddio 3’, 60’ | c.p.         | |
| · Pértile · Aldrovandi · Raineri · 71’ Salvan · Donati · Taddio · 66’ Guidi · De Carli · Saviozzi · 68’ Castellani · Visser · Matrullo · 25’ Racca · Caione · 53’-57’ Siciliano | Formazioni   | · Hepher · Thorneycroft · Hastings · Hill · Beim · Mannix · Redpath 41’ · Linnett 61’ · Hay · Brown · Greenwood · Kinsey 44’ · Mitchell · Boobyer 44’ · Scrivener |
| · 68’ 76’ Russo · 76’ Ravasini · 25’ Murrazzani · 53’ Spazzolini · 66’ Mazzantini · 71’ Salvati                                                                                 | Sostituzioni | · Alexopulos 61’ · Prosser 44’ · White 44’ · Hewlett 41’ |
| Massimo Mascioletti | Allenatori   | John Mitchell |

## Presidenti
- 1977-1982  Giuseppe Pagni
- 1982-1985  Alberto Manetti
- 1985-1997  Renato Speziali

## Possibile rinascita
In ottica Celtic League, nel marzo 2009 si parlò della candidatura di una franchigia, denominata “Lupi”, costituita da tre club romani: S.S. Lazio, Rugby Roma e Capitolina, con l'appoggio di L’Aquila.
Nel febbraio 2014 si parlò nuovamente di una possibile creazione di una seconda franchigia federale denominata “Lupi” con base a Roma, che avrebbe partecipato al Pro12 e alle nuove coppe europee a partire dal quadriennio 2014-2018; in ogni caso, tale opzione fu considerata soltanto un'alternativa alla costituzione di una franchise territoriale nel Triveneto, denominata “Dogi”, o alla permanenza nel torneo del Benetton Treviso.